# Wandering Spirit
Wandering Spirit (* um 1845; † 27. November 1885 in Battleford in Saskatchewan; auch Kapapamahchakwew, Papamahchakwayo, Esprit Errant) war ein Häuptling der Cree. Er wurde durch das Massaker am Frog Lake (Frog Lake Massacre), das im Verlauf der Nordwest-Rebellion stattfand, bekannt. Dabei griffen unter seiner Führung junge Krieger der Cree den kleinen Ort am 2. April 1885 an und töteten zehn Männer.

## Kriegshäuptling
Wandering Spirit gilt als typischer Kriegshäuptling der Cree, der sich persönliches Prestige durch Kriegstaten erworben hatte. Dabei soll er 11 oder 13 Blackfoot-Indianer getötet haben, die in den Augen dieser Krieger als Erzfeinde galten. Er trug mit Vorliebe ein komplettes Luchsfell. Als Kriegshäuptling oblagen ihm außer der eigentlichen Kriegsführung besondere Wachaufgaben, aber auch Aufgaben bei Festen und bei der Büffeljagd. Daher war das Niedermetzeln der Büffel durch weiße Jäger eine Quelle großer Erbitterung.

## Massaker am Frog Lake

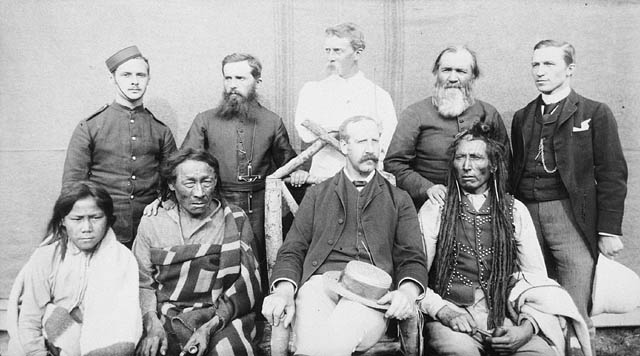
Poundmaker, Big Bear, sein Sohn, Pater Andre, Pater Conchin, Häuptling Stewart, Captain Deane, Herr Robertson und ein Dolmetscher, Foto v. O. B. Buell 1885

Ähnlich erging es dem Stamm von Häuptling Big Bear, doch der Hunger zwang ihn, Vertrag 6 von den Numbered Treaties zu unterzeichnen. Im Winter 1884 auf 1885 lagerten Big Bears Leute in der Nähe von Frog Lake, wo sich eine katholische Mission und eine Vertretung des Department of Indian Affairs befand. Dort tat sich der Indianeragent Thomas Trueman Quinn besonders hervor, als es darum ging, den Grundsatz no work, no ration (keine Arbeit, keine Lebensmittel) durchzusetzen.
Wenige Jahre zuvor hatte der Stamm auf der Jagd nach den wenigen verbliebenen Büffeln Louis Riel kennengelernt, einen der wichtigsten Führer der Métis. Nachdem die Métis in der Schlacht am Duck Lake die North-West Mounted Police geschlagen hatten, und so ihre Unabhängigkeit zum Greifen nahe sahen, sah auch Wandering Spirit eine Möglichkeit, einen erfolgreichen Aufstand zu beginnen. So schlugen er und seine Krieger gegen den kleinen Ort Frog Lake los.
Wandering Spirit und seine Männer zwangen die zwölf Siedler in der Gegend, sich in einer Kirche zu versammeln. Der Indianeragent Thomas Quinn weigerte sich strikt, sich als Gefangener mitführen zu lassen und wurde nach einem heftigen Streit getötet. Daraufhin schossen die Cree auf die Siedler und töteten neun von ihnen. Drei weitere, zwei Frauen und der Stellvertreter der Hudson’s Bay Company, wurden verschont und gefangen genommen.

## Aufstandsversuch, Spaltungen, Sieg bei Frenchman Butte
Wandering Spirit hoffte auf eine allgemeine Rebellion der Nicht-Weißen und darauf, sie aus dem Land vertreiben zu können. Als er bemerkte, dass die Weißen in Fort Pitt versuchten, die Stämme der Plains Cree und der weniger militanten Wood Cree zu spalten, konnte nur das Eingreifen von Häuptling Big Bear verhindern, dass es zu einem zweiten Massaker kam. Als dessen Stamm zu Poundmaker [Pðtikwahanapiwðyin] bei Battleford weiterzog, veranstaltete Wandering Spirit einen Dursttanz, um den Streit beizulegen.
Als sich die Truppen von Major-General Thomas Bland Strange näherten, brach er seine Zeremonie ab und versuchte, ihnen offenen Widerstand zu leisten. Am 28. Mai gelang es ihm und seinen Kriegern, die Truppen bei Frenchman Butte zurückzuschlagen.

## Prozess und Hinrichtung
Nun suchte Wandering Spirit Unterschlupf bei den Wood Cree, die Big Bear verlassen hatten. Sein Gewissen hat ihn offenbar so stark geplagt, dass seine Haare ergrauten. Er versuchte sogar, sich umzubringen, doch wurde er auf einer Bahre vor Gericht getragen.
Zu seinem Richter wurde der nicht dazu ausgebildete Charles-Borromée Rouleau. Wandering Spirit gestand den Mord an dem Indianeragenten, weigerte sich aber, seine Gründe zu erklären. Er wurde am 22. November 1885 zum Tode verurteilt und fünf Tage später in Battleford in Saskatchewan hingerichtet. Neben ihm starben sieben weitere Indianer. Am Tag vor seiner Hinrichtung bedauerte er, geglaubt zu haben, die Weißen vertreiben und das traditionelle Leben wiederherstellen zu können.
Als er auf dem Schafott stand, soll er nicht wie die anderen Flüche oder Kriegsschreie ausgestoßen, sondern leise ein Liebeslied an seine Frau gesungen haben.